# Kanadában történt légi közlekedési balesetek listája
A Kanadában történt légi közlekedési balesetek listája a halálos áldozattal járó, és a kisebb balesetek, meghibásodások miatt történt, gyakran csak az adott légiforgalmi járművet érintő baleseteket is tartalmazza évenkénti bontásban.

## Kanadában történt légi közlekedési balesetek

### 1940
- 1940. december 13., Muskoka-tó, Ontario. Két Northrop A–17-es típusú repülőgép összeütközött a levegőben, azonosító számuk 3521 és 3512, miközben a Northrop A-17 típusú eltűnt gépet keresték, azonosító száma: 3503. A két pilóta életét vesztette.[1][2]

### 1963
- 1963. november 23., Cypress Mountain. A Királyi Kanadai Haditengerészet Lockheed T–33 Shooting Star (kanadai változatban: Canadair CT-133 Silver Star) típusú repülőgépe hegyoldalnak csapódott kiképzési repülés közben. A gép kettő fős személyzete életét vesztette.[3]

### 1983
- 1983. július 23-án az Air Canada Montréalból Edmontonba, ottawai útmegszakítással közlekedő 143-as járatának Boeing 767-200-as gépéből kifogyott az üzemanyag, és leállt hajtóművekkel vitorlázórepülőgépként a Manitoba tartományban található Gimli település elhagyott katonai repülőterén becsuklott orrfutóművel szállt le. A kifutópályán épp egy családi rendezvény autóversenyét tartották, ennek ellenére csak egy könnyű sérültje volt az incidensnek.[4]

### 1998
- 1998. szeptember 2.. A svájci Swissair légitársaság New York-ból Genf-be tartó 111-es járatának McDonnell Douglas MD–11-es gépén a felszállást követően egy órával füstszagot éreztek, ezért a gép visszafordult. Ám a repülő már nem ért partot, mivel a tűz a pilótafülkét is elérte, s az Atlanti-óceánba csapódott Halifaxtól mintegy 50 kilométerre. A gép 14 fős személyzete és a 215 utas szörnyethalt. A baleset azért is emlékezetes maradt a biztosítótársaságok számára, mert a repülőgép rakterében gyémánt, készpénz és műtárgy formájában mai értékben 200 milliárd forintnyi rakományt szállított - mely szintén megsemmisült.[5]

### 2014
- 2014. január 24. 13:50 (helyi idő szerint), Moose Jaw. A Kanadai Légierő 156-102 oldalszámú, Beechcraft CT-156 Harvard II típusú katonai kiképző repülőgépe durva landolást hajtott végre. A manőver során a gép kétfős személyzete katapultált a gépből, ám nem sérült meg senki.[6][7]

### 2015
- 2015. március 29-én az Air Canada Torontóból Halifaxba tartó 324-es belföldi járatának Airbus A320-as gépe a kanadai Halifax repülőterén a hóviharban történt leszálláskor a kifutópálya előtt ért földet, majd végigbukdácsolva a pályán, 300 méterrel túlszalad azon, mire megállt. A balesetben a légijármű futóművei kitörtek, szárnyai roncsolódtak, egyik hajtóműve leszakadt, és az orra is összetört, ennek ellenére csak 25 könnyű sérültje volt a balesetnek.[8]